# Долени
 Тази статия е за селото в България.  За селото в Гърция вижте Долени (дем Хрупища).  
До̀лени е село в Югозападна България. То се намира в община Сандански, област Благоевград.

## География
Село Долени се намира в планински район.

## История
Според Рилската грамота на цар Иван Шишман от 1378 година селото е собственост на Рилския манастир.
Църквата „Света Петка“ е изградена в средата на XIX век.
В „Етнография на вилаетите Адрианопол, Монастир и Салоника“, издадена в Константинопол в 1878 година и отразяваща статистиката на населението от 1873 година, Доляне (Doliané) е посочено като село с 35 домакинства и 120 българи. Според статистиката на Васил Кънчов („Македония. Етнография и статистика“) от 1900 година селото брои 200 жители, всички българи-християни.
При избухването на Балканската война през 1912 година двама души от селото са доброволци в Македоно-одринското опълчение.

## Население

### Етнически състав
Преброяване на населението през 2011 г.
Численост и дял на етническите групи според преброяването на населението през 2011 г.:
|                     | Численост |
| Общо                | 3         |
| Българи             | -         |
| Турци               | -         |
| Цигани              | -         |
| Други               | -         |
| Не се самоопределят | -         |
| Неотговорили        | -         |

## Личности
Родени в Долени
- Динчо Сугарски (1896 – 1924), деец на ВМРО